# Emma Hunter (actriz)
Emma Hunter (nacida en 1984 o 1985) es una actriz y comediante canadiense. Es conocida por su papel recurrente como Nisha en la comedia de situación Mr. D, y como copresentadora con Miguel Rivas de la serie televisión de periodismo satírico The Beaverton. También ha aparecido en varias otras producciones, incluida las series de televisión The L.A. Complex y Royal Canadian Air Farce, y el largometraje independiente Mary Goes Round (2018). En 2017, apareció en la serie web de CBC How to Buy a Baby, y en 2020 presentó la serie de competencia de cocina de telerrealidad Fridge Wars.
En 2018, Hunter recibió tres nominaciones a los Canadian Screen Awards en la 6.º edición de los premios, en las categorías de Mejor Actriz de Reparto en un Programa o Serie de Comedia por Mr. D, Mejor Actuación de Conjunto en un Programa o Serie de Comedia de Variedades o Sketch por The Beaverton y Mejor Actriz en un Programa Web o Serie por Save Me. Ganó el premio a la Mejor Actriz en un Programa o Serie Web. También fue coanfitriona de la gala televisada de los Canadian Screen Awards, junto a Jonny Harris. En el 2020, narró una parte de la 8.º edición del evento.
En el 2021, apareció como jueza invitada en un episodio de la segunda temporada de Canada's Drag Race.

## Premios y nominaciones
| Año  | Premio                      | Categoría                                                                          | Obra                          | Resultado | Ref.   |
| ---- | --------------------------- | ---------------------------------------------------------------------------------- | ----------------------------- | --------- | ------ |
| 2018 | 6th Canadian Screen Awards  | Mejor actriz de reparto en un programa o serie de comedia                          | Mr. D                         | Nominada  | [ 8 ]  |
| 2018 | 6th Canadian Screen Awards  | Mejor actuación de conjunto en un programa o serie de comedia de variedad o sketch | The Beaverton                 | Nominada  | [ 8 ]  |
| 2018 | 6th Canadian Screen Awards  | Mejor actriz en un programa o serie web                                            | Save Me                       | Ganadora  | [ 9 ]  |
| 2020 | 8th Canadian Screen Awards  | Mejor guion en un programa o serie de comedia de variedades o sketches             | The Beaverton ("Episode 304") | Nominada  |        |
| 2020 | 8th Canadian Screen Awards  | Mejor actuación de conjunto en un programa o serie de comedia de variedad o sketch | The Beaverton                 | Nominada  |        |
| 2020 | 8th Canadian Screen Awards  | Mejor interpretación de reparto en un programa o serie web                         | How to Buy a Baby             | Ganadora  | [ 10 ] |
| 2022 | 10th Canadian Screen Awards | Mejor actriz de reparto, drama                                                     | Moonshine                     | Nominada  | [ 11 ] |